# Marie Anne de Bourbon (1697–1741)
Marie Anne de Bourbon (16 octombrie 1697 – 11 august 1741) a fost fiica lui Louis al III-lea, Prinț Condé. Tatăl ei era nepot al Marelui Condé iar mama sa, Louise-Françoise de Bourbon, era cea mai mare fiică în viață a regelui Ludovic al XIV-lea al Franței și a metresei sale, Madame de Montespan. 